# Extase (film)
Extase is een Tsjechische erotische romantische dramafilm uit 1933, geregisseerd door Gustav Machatý. Het was destijds een controversiële film omdat hierin te zien was hoe een vrouw naakt zwemt, naakt door het veld rent en waarin twee mensen de liefde bedrijven. De film werd destijds in het Tsjechisch, Duits en Frans opgenomen.

## Synopsis
De film gaat over een vrouw (Eva) die met een rijke maar oudere man (Emil) trouwt. Het huwelijk blijkt liefdeloos te zijn waarna ze een scheiding aanvraagt en ze bij haar vader intrekt. Hierna ontmoet ze haar nieuwe liefde Adam.

## Cast
| Acteur                    | Personage |
| ------------------------- | --------- |
| Hedy Lamarr (Eva Kiesler) | Eva       |
| Aribert Mog               | Adam      |
| Zvonimir Rogoz            | Emil      |